# あめのちはれ
『あめのちはれ』は、びっけによる漫画作品。

## 概要
『comic B's-LOG』（エンターブレイン）2008年7月号から2009年7月号まで連載され、掲載誌が隔月刊化に伴い『comic B's-LOGキュン』（エンターブレイン）に移籍し、『comic B's-LOGキュン』では2009年Vol.1号より2012年Vol.19まで連載。掲載誌のリニューアル統合によりその後は、『B's-LOG COMIC』創刊号から2014年 Dec. Vol.23号まで連載した。単行本では第2巻以降毎巻描きおろし漫画として寮監日記が収録されている。びっけは『JADE』に続き『comic B's-LOG』第2作品目となる。少女漫画レーベルではあるが、主人公たちの家族、男子校雨谷学園、女子高雨谷女子学園を織り交ぜた集団青春群像劇となっている。

## ストーリー
雑木林を挟んで同名の女子校と隣接する変わった構造の名門男子高・雨谷学園の入学式は、珍しく春の嵐に見舞われた。激しい春雷が落ちた時、新入生の葉月、冬馬、悠介、淳太、円の身体に異変が起きる。以来、雨が降ると身体に変調をきたし健全な男子校生の姿から少女に変化するようになり、事情を知った寮監・春人の計らいで五人揃って雨谷男子寮に入寮。やがて雨谷女子校高等科校長とも顔見知りな春人の提案で、彼らは女子化している間は女子として雨谷女子で勉強することになり……。

## 登場人物

### 主要人物
山野井葉月（やまのい はづき）（女性の場合は月子）
本編の主人公。入学式の帰り、急な大雨で避難した校舎で落雷が起こった瞬間、同じ階に居合わせた同級生4人と共に雨が降る度に女子化する特異体質となってしまう。（雨が止んである程度経てば元に戻れるが、雪でも同じ効果があり、終盤で皆が女子化しなくなった中、葉月とトーマが雪が降ったために女子化している）当初は自宅通いであったが女子化の秘密を隠す為に雨谷寮に入り、後述のトーマと同室となる。また、寮監の春人の計らいもあって、女の子となっている間は隣の雨谷女子校に通うなど慌ただしい日々を送る中、「月子」として交流する女子校の同級生・北条明日美に想いを寄せていくようになる。並みの女子よりも料理は得意で、雨谷男子高での部活は悠介と共に部員数の少ないカレー部に所属。家族は喫茶店を経営する母と、他校に通う双子の弟・夏輝が登場している。女の子としての姿は、襟足がやや首筋まで届く長さのショートカットの少女。
如月冬馬（きさらぎ とうま）（女性の場合はマコ）
女子化体質に見舞われた一人で、金髪碧眼のハーフ。愛称は「トーマ」。葉月とは後に同じクラスかつ、寮でのルームメイトとなる。飄々として大人びた雰囲気を放つ少年で、女子化しても取り乱すことなく着替えをしたりするなど年齢の割に早熟しており、奥手な葉月をからかうことも多い。クールに見えても、乗り気ではなかった部活捜しの一環で見学した空手部で淳太の組手に魅せられて、空手部の入部を決意するなど年相応の少年らしい部分もある。女の子としての姿は、金の巻き毛が特徴の長身の少女で、明日美に羨ましがられる程の足の長いモデル体型。
五郎丸淳太（ごろうまる じゅんた）（女性の場合は淳子）
女子化体質に見舞われた一人。愛称はゴロちゃん。五人の中で一番背が低く童顔だが向こうっ気が強く、高一で既に空手の黒帯を取得している有段者。当初は葉月と同じく自宅通いだったが、雨谷寮に入寮、円や悠介と同室になる。ジョギング中によく見かける雨谷女子の生徒・武都桜子が密かに気になっている。女の子としての姿は、小柄な体格とショートボブの少女。
左近司円 （さこんじ まどか）（女性の場合も円）
女子化体質に見舞われた一人。五人の中では長身かつ男らしい体格。冬馬・悠介と同じ入寮組で、入学式で知り合った五郎丸とはよくつるんでおり、女子化以降はクラスメイトにして寮の同室となる。書道家の母親がいる為に文字が達筆。後にクラス委員の学年代表として委員会に出席した際、北条と同室の生徒会役員の渡瀬からスカウトされ生徒会入りした。女子として生活していく影響で、それまで妹のようにしか思っていなかった年下の幼馴染みで「許嫁」の梓を初めて異性として意識するようになっていく。女の子としての姿は髪型はあまり変わらないものやや長身のスマートな少女で、女子化している際に雨谷女子の後輩から手紙を貰ったこともある。
真城悠介（まき ゆうすけ）（女性の場合は悠子）
女子化体質に見舞われた一人で、眼鏡をかけた物静かな雰囲気の少年で、愛称は「真城ちゃん」。落雷の当日には他の四人に会えなかったので当初は自分だけで女子化に対応していたが、やがて寮内で葉月らと出会い女子化するようになったのが自分だけではないことを知り、行動を共にするようになる。その後は一人部屋から淳太・円との三人部屋へと切り替えた。他人と関わることは苦手らしいが、葉月らと協力して女子化に関する様々なトラブルに対処していく中で少しずつ変わっていく。京都出身で普段は努めて標準語を使って話しているものの、取り乱したりすると京都弁になる。後に「活動が楽そう」だからということで葉月と一緒にカレー部に所属する。女の子としての姿は、五人の中で唯一背中まで伸びる長さの黒いロングヘアの少女。終盤、雨が降っても女にならなくなるのだが・・・

### 雨谷学園（男子校）
春人（はると）
雨谷男子寮の寮監を務める男性で、苗字は不明。生徒からは「ハルちゃん」と呼ばれ親しまれており、男子寮のすぐ隣に住まいを構えている。入学式の日に女子化した葉月らと遭遇し、成り行きで自宅に泊めて匿ったことから彼らの事情を知る良き協力者となり、以後彼の家は五人が女になった際に泊まる避難場所となっている。一見大らかでマイペースに見えるが女になっている間、葉月達が授業を受けられないことを憂慮し、旧知の間柄である雨谷女子高等科の校長に葉月達の事情を伝えて女子高等科への編入手続きを頼むなど気配りの利く一面も。因みに後述の譲治ともども雨谷のOBであり、若々しく見えるが30代をとうに超えているらしく、回想などから葉月らと同じく女になってていた事が判明する。
斎木譲治（さいき じょうじ）
春人と同じく雨谷男子寮の寮監で、春人とは高校からの同級生。春人の家にいた葉月らと鉢合わせしてしまったことから、なし崩し的に事情を知って協力者の一人になる。強面ではあるが小説家を本業としており、春人曰く「あれでロマンチスト」らしく葉月らの身に起きた事態に対しても割と早めに理解を示しているが、「あんな問題児五人庇い切れる自信ない」と頭を抱えている。
北条琢磨（ほうじょう たくま）
今年度から雨谷男子寮寮長となった二年生で、明日美の兄。高校に上がるまではずっとピアノを習っていたのだが、父親から何故か強硬に反対され口論になった為、中学を卒業すると共にピアノをやめて雨谷学園に入学、家から通える距離であるにも関わらず父親と距離を置くために男子寮に入寮した。ルームメイトの渡瀬曰く文武両道・品行方正で人望厚い寮長らしいが、明日美に関してはやや過保護な面もあり、ふとした事で葉月が彼女を遊びに連れ出したと誤解し、葉月らが度々どこかへ外泊する（女っている間、春人の家に避難している為だが勿論知らない）こともあって微妙にきつい態度を向ける。
しかし、明日美の友人として出会った「月子」とふとした切っ掛けから親しくなり、ピアノを叔父の教室で密かに続けて習っているという秘密を打ち明け、その正体を知らぬまま彼女に惹かれていってしまう（明日美にも月子と一緒にいる際は普段と様子が違うことを気づかれている）。
永江勝（ながえ すぐる）
雨谷高校二年生で、今や幽霊部員の溜まり場となっているカレー部の部長。当初はレトルトカレーの食べ比べやおいしいカレー屋への遠征といった同好会レベルの活動しか出来ていないが、かつて中等部だった頃に学園祭で食べたカレー部のカレーが忘れられず、密かにもう一度学園祭での出店を夢見ている。

### 雨谷学園（女子校）
北条明日美（ほうじょう あすみ）
雨谷女子高等科の一年生で、雨谷男子寮の寮長・北条琢磨の妹。長い三つ編みが特徴の明るく気さくな女の子で、入学初日に道に迷っていた葉月に男子校への道を教え、その後クラスに編入してきた「月子」と友達になる。兄や父以外の男性とあまり接してこなかったせいか、王子様のような兄・琢磨に対しお兄ちゃん子気味なところもあったが、「月子の従兄弟」として知り合った葉月と関わっていく中で彼を異性として意識していく。
武都桜子（むつ さくらこ）
入学後しばらくしてクラスメイトの明日美と親友になった少女で、実は女子高等科校長・薫子の姪。大人びていてクールな雰囲気の持ち主で他の女子生徒達から手紙を送られることも多いが、実は入学式の日から明日美に密かな恋心を抱き、彼女に接近してきた葉月に嫉妬する事もある一方、明日美には自分の思いが届かないのを自覚している。また帰国子女として編入してきた「月子」らの事も怪しんでおり、取り分け月子に対して試したり挑発するような言動を繰り返している事からトーマにはあまり快く思われていない。早朝に登校することがあり、ロードワーク中の淳太とすれ違うことも多かった為、彼から意識されている。
淳太に声を掛けられた際、悪気こそなかったものの彼のコンプレックスである身長のことを指摘して怒らせてしまう。しかし、ある事件を境に「淳子」、そして淳太自身とも急接近していく事になる。

### その他の人々
山野井夏輝（やまのい なつき）
他校に進学した葉月の双子の弟。明るくスポーツ万能でいつも人の輪の中心になっているらしいが、そうやって夏輝が自分の友人達とあっさり仲良くなる度、葉月は自分の居場所が奪われるような卑屈なコンプレックスを抱いている。夏輝も兄の気持ちを薄々察していても、兄が新しい環境で友人を作ることには複雑な心境を抱いてどうしても踏み込んでしまうなどブラコン気味。雨谷を訪れた際に知り合った「マコ」のことを気に入ったようだが、トーマとは仲が悪い。
神山梓（こうやま あずさ）
雨谷の初等科に通う（現在6年生）円の年下の幼馴染みで、円自身は「ごっこ遊び」のつもりのようだが互いの親が決めた許嫁同士。幼い頃から円を慕い積極的にアプローチをかけている。小学生ながら人目を惹く長身で、円の知らない間にCMタレントとしてデビューしていた。

## 単行本
- びっけ『あめのちはれ』エンターブレイン（B's-LOG COMICS）、全8巻
  1. 2009年4月1日発売ISBN 978-4-7577-4812-5
  2. 2009年11月30日発売、ISBN 978-4-04-726133-4
  3. 2010年7月1日発売、ISBN 978-4-04-726635-3
  4. 2011年1月31日発売、ISBN 978-4-04-727002-2
  5. 2011年10月1日発売、ISBN 978-4-04-727561-4
  6. 2012年8月1日発売、ISBN 978-4-04-728271-1
  7. 2013年8月31日発売、ISBN 978-4-04-729074-7
  8. 2014年12月29日発売、ISBN 978-4-04-730097-2